# West Side (casa discografica)
La West Side è stata una casa discografica italiana, attiva tra la fine degli anni sessanta e i primi anni settanta.

## Storia

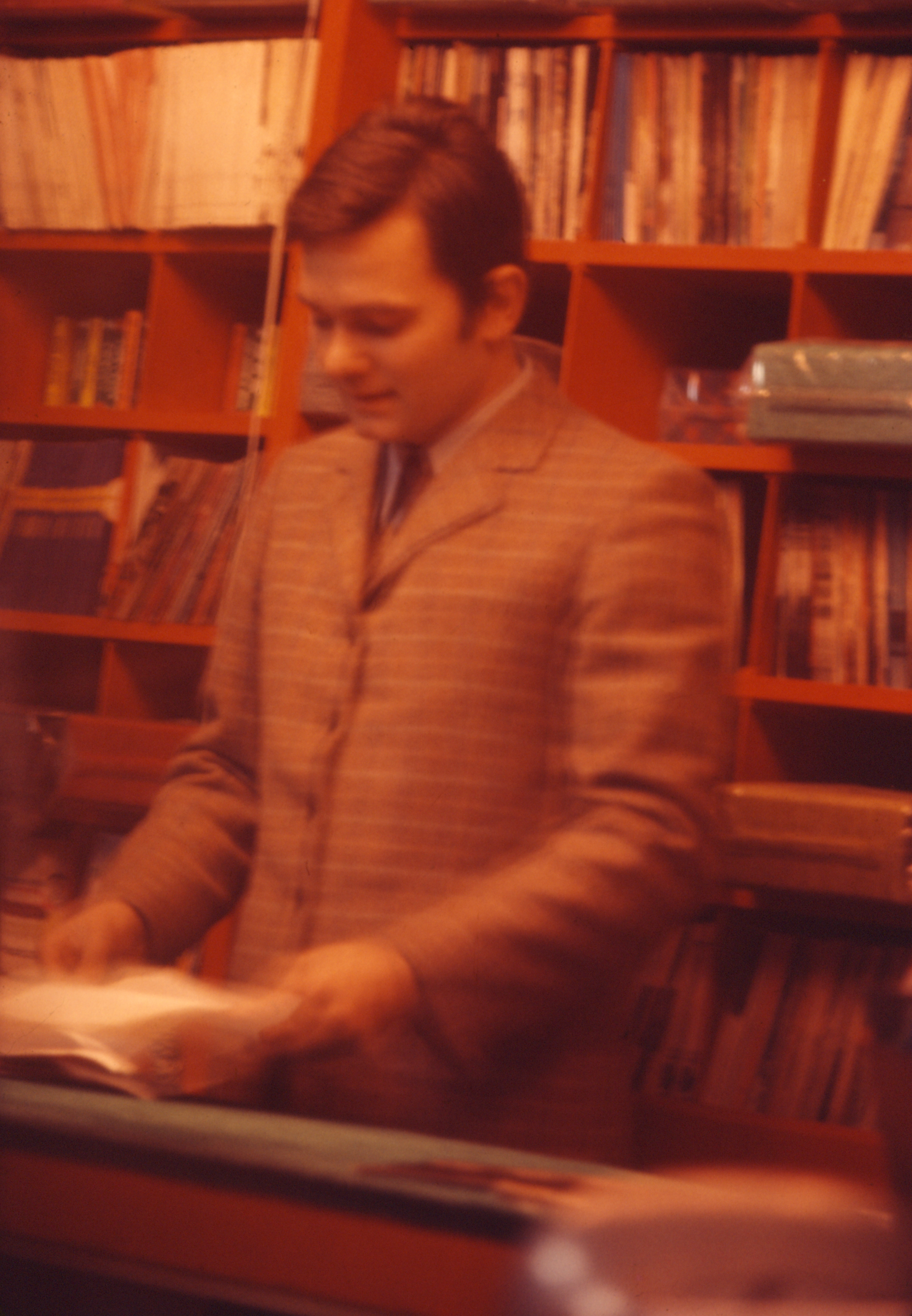
Cesare La Loggia

La West Side fu fondata nel 1967 dal dottor Cesare La Loggia (Rodi 19-04-1938 - Milano 21-07-2019), precedente fondatore della etichetta Novelty che aveva prodotto il gruppo musicale "I Chiodi". Cesare La Loggia gestiva anche un negozio di dischi a Milano in Galleria Unione (via Torino), e che venne poi anche chiamato dalla RCA Italiana per gestire la sottoetichetta RCA Milano; la distribuzione dell'etichetta fu affidata alla MPM.
La casa discografica si dedicò principalmente alla musica beat, per poi avvicinarsi in seguito al Rock progressivo italiano.
Cessò le attività alla fine del 1971.

## Dischi
La datazione qui riportata si basa sull'etichetta del disco o sulla copertina; qualora nessuno di questi elementi abbia una datazione, è basata sulla numerazione del catalogo; talora è, infine, basata sul codice della matrice di stampa. Se esistenti, sono riportati, oltre all'anno, il mese e il giorno (quest'ultimo dato si trova, a volte, stampato sul vinile).

### 45 giri Novelty
| Numero di catalogo | Anno | Interprete                   | Titoli                                                   |
| ------------------ | ---- | ---------------------------- | -------------------------------------------------------- |
| 801                | 1965 | I Chiodi                     | Ai au a et a ae?/100 Lire Mamma!                         |
| 802                | 1966 | I Chiodi                     | Goldfinger/L'Uomo Che Non Sapeva Amare                   |
| 803                | 1966 | I Chiodi                     | Quando la mamma la fa i calsett/Tu, tu solo tu           |
| 808                | 1966 | Annamaria Mazzola & I Chiodi | Nel Solaio Dei Tuoi Sogni/Quando In Cielo                |
| 809                | 1966 | The Red Roosters             | La Fine Verrà /Ricordo Di Una Notte D' Estate )          |
| 810                | 1966 | Roberto Pozzoli              | Torna Sui Tuoi Passi/Nessuno Ti Bacerà (Con Tanto Amore) |

### 45 giri West Side
| Numero di catalogo | Anno | Interprete                                         | Titoli                                                     |
| ------------------ | ---- | -------------------------------------------------- | ---------------------------------------------------------- |
| WS 8000            | 1967 | I Tipi                                             | Oggi sono tanto triste/La ragazza bruttina                 |
| WS 8002            | 1967 | Ira Visconti                                       | L'aquilone volava/Non posso farci niente                   |
| WS 8003            | 1967 | Betty Gilmore e i Plexus                           | Piango come un bambino/Se perdessi te                      |
| WS 8004            | 1967 | Alusa Fallax                                       | Dedicato a chi amo/Charleston 1923                         |
| WS 8005            | 1967 | I Tipi                                             | Un pensiero...una lacrima/I tuoi capelli                   |
| WS 8007            | 1968 | The Six Ruins                                      | The ruins (Le rovine)/Piccolo figlio di Joe                |
| WS 8008            | 1968 | William                                            | Il Mondo dorme (con un occhio solo)/Se il tuo amore finirà |
| WS 8010            | 1969 | Guido degli Alusa Fallax                           | Amore ricorda/Guardarti negli occhi                        |
| WS 8011            | 1969 | Alusa Fallax                                       | Tutto passa/Cade una stella                                |
| WS 8012            | 1969 | I Trolls                                           | A che vale vivere/Oggi come oggi                           |
| WS 8015            | 1970 | Angela Ghezzi/Kay                                  | Quello che possiedo/Sei tutta mia? (Sì sono tua)           |
| WS 8019            | 1970 | Le Scie/Claudio Rossi                              | Albinoni: Adagio / Giochi Proibiti                         |
| WS 8020            | 1970 | The Images                                         | Louie Go Home / The Great Airplane Strake                  |
| WSG 2003           | 1970 | I Piccoli Ducati D'oro complesso del M° Marchionni | Alouette/Buona Notte                                       |

### 33 giri
| Numero di catalogo | Anno | Interprete                | Titoli                                      |
| ------------------ | ---- | ------------------------- | ------------------------------------------- |
| WS 4000            | 1970 | F. Marchionni             | Debutto al pianoforte                       |
| WS 4002            | 1970 | Max Parretti, Guido Gabet | Come Fare Lo Spogliarello Per Vostro Marito |